# Pelatge

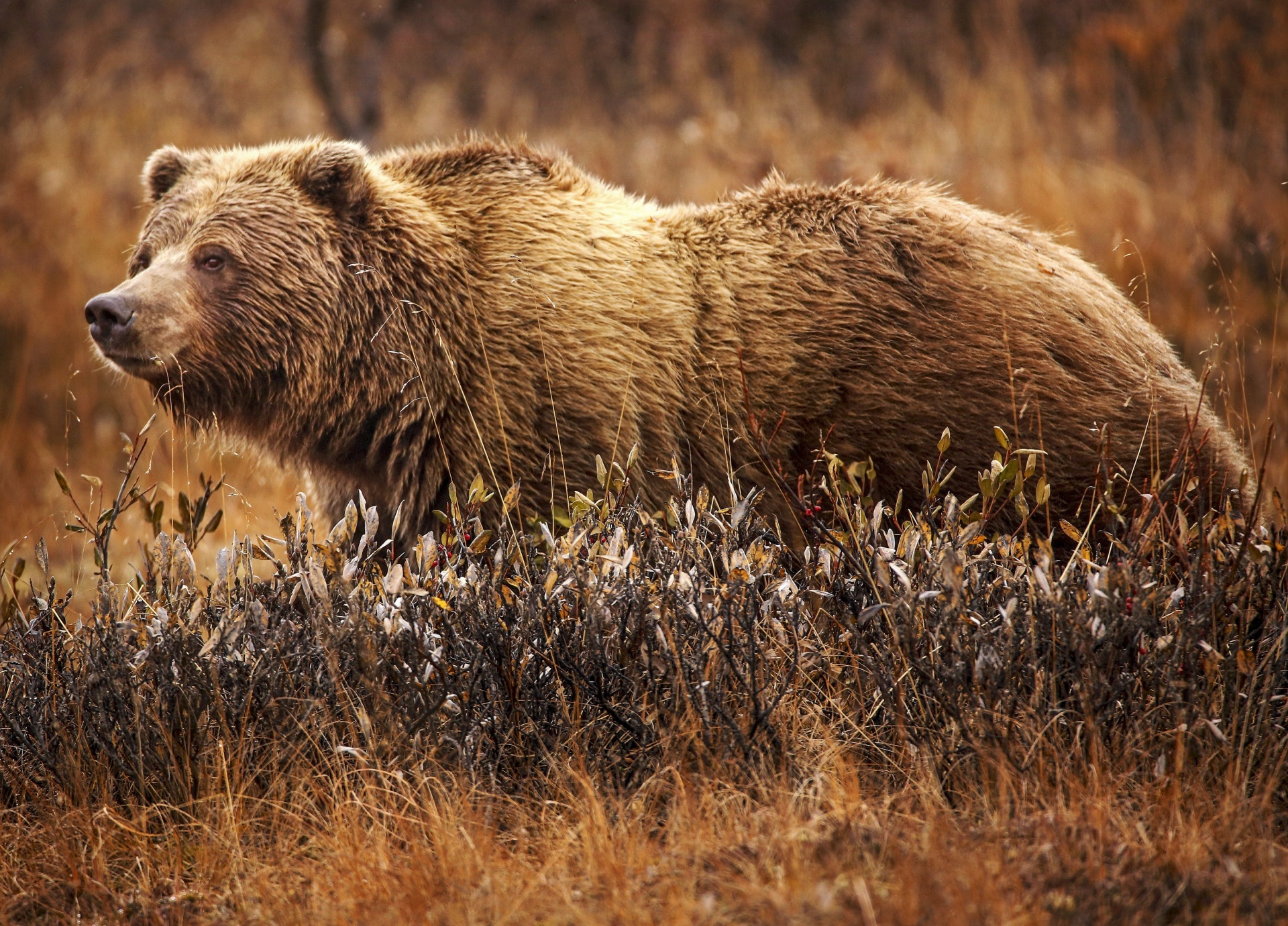
Com molts mamífers, els óssos griizzly estan coberts de pell gruixuda

El pelatge és un pel gruixut que cobreix la pell de molts animals diferents, particularment dels mamífers. Consisteix en una combinació de pèl gras de protecció a la part superior i gruixut de pell inferior a sota. El pèl de protecció evita que la humitat arribi a la pell, i la pell inferior actua com una aïllant tèrmic que manté l’animal calent.
La pell dels mamífers té molts usos: protecció, motius sensorials, impermeabilització i camuflatge, amb l'ús principal de la termoregulació. Els tipus de cabell poden ser:
- definitiu, que es pot mudar després d’assolir una certa longitud;
- vibrisses, que són pèls sensorials i que solen estar als bigotis;[4]
- pelatge, que consisteix en pèls de guàrdia, pell inferior i pèl de tendal ;
- espines, que són un tipus de pèl de guàrdia rígid que s'utilitza per a la defensa, per exemple, dels porcs espins[5]
- cerres, que són pèls llargs que s’utilitzen generalment en senyals visuals, com la melena d’un lleó;
- vell, sovint anomenat "pell de ploma", que aïlla els mamífers acabats de néixer; i
- llana, llarga, tova i sovint arrissada.[6]

La longitud del cabell és insignificant a la termoregulació, ja que alguns mamífers tropicals, com els peresosos, tenen la mateixa longitud de pell que alguns mamífers àrtics però amb menys aïllament. Per contra, altres mamífers tropicals de pèl curt tenen el mateix valor aïllant que els mamífers àrtics. La densitat de la pell pot augmentar el valor d'aïllament d'un animal, i els mamífers àrtics en tenen especialment. És el cas del bou mesquer que té pèls de protecció de 30 cm (12 in), així com un dens substrat epidèrmic, que forma un pelatge hermètic, que els permet sobreviure a temperatures de −40 °C (−40 °F). Alguns mamífers del desert, com els camells, utilitzen pelatge dens per evitar que la calor solar arribi a la seva pell, i permetent a l'animal es mantingui fresc. El pelatge d'un camell pot arribar als 70 °C (158 °F) a l'estiu, però la pell es manté a 40 °C (104 °F). Per contra, els mamífers aquàtics atrapen l’aire al pelatge per conservar la calor i mantenint la pell seca.

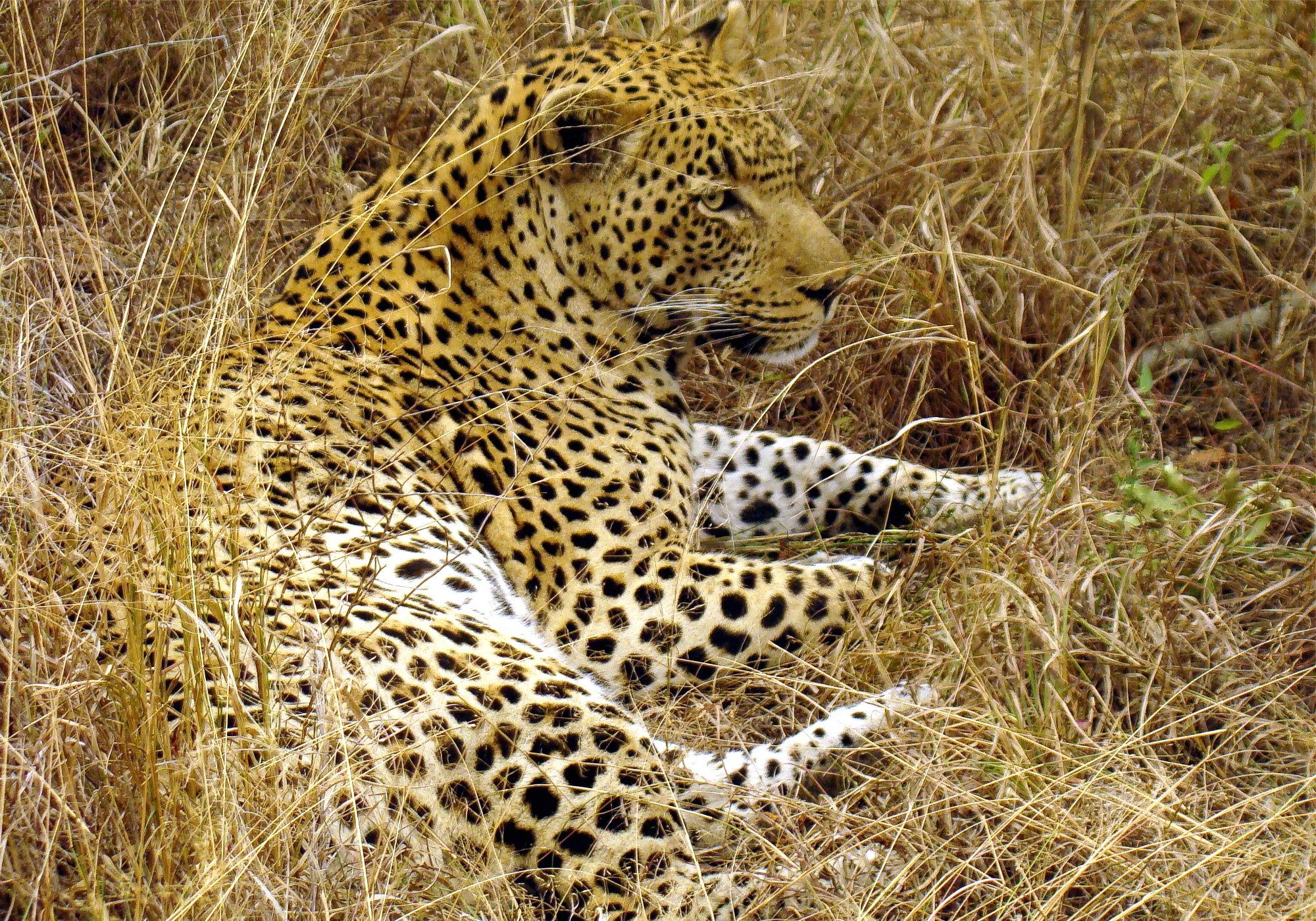
El pelatge de color disruptiu d'un lleopard proporciona camuflatge a aquest depredador d'emboscada.

Els abrics de mamífers tenen colors per diverses raons. Els principals factors selectius són el camuflatge, selecció sexual, comunicació i processos fisiològics, com ara la regulació de la temperatura. El camuflatge té una influència poderosa en molts mamífers, ja que ajuda a ocultar individus de depredadors o preses. L'aposematisme, que adverteix els possibles depredadors, és l'explicació més probable del pelatge en blanc i negre de molts mamífers capaços de defensar-se, com ara la mofeta malolent i el poderós i agressiu teixó de la mel. En mamífers àrtics i subàrtics com la guineu àrtica (Alopex lagopus), el lemming (Dicrostonyx groenlandicus), l'ermini (Mustela erminea) i la llebre de les neus (Lepus americanus), el canvi estacional de color entre el marró a l'estiu i el blanc a l’hivern es produeix en gran manera per camuflatge. Les diferències en el color de la capa femenina i masculina poden indicar nivells nutricionals i hormonals, importants en la selecció dels congèneres. Alguns mamífers arbòris, sobretot els primats i els marsupials, tenen matisos de pell violeta, verda o blava a parts del cos, cosa que indica un avantatge clar en el seu habitat principalment arboricola a causa de la convergència evolutiva. La coloració verda de les glàndules, però, és el resultat d’una relació simbiòtica amb les algues. El color de la capa és de vegades sexualment dimorf, com en moltes espècies de primats. El color de la capa pot influir en la capacitat de retenir la calor, en funció de la quantitat de llum reflectida. Els mamífers amb capes de colors més foscos poden absorbir més calor de la radiació solar i mantenir-se més càlids. Alguns mamífers més petits, com els talpons, tenen pell més fosca a l'hivern. El pelatge blanc i sense pigments dels mamífers àrtics, com l’ós polar, pot reflectir més radiació solar directament sobre la pell.

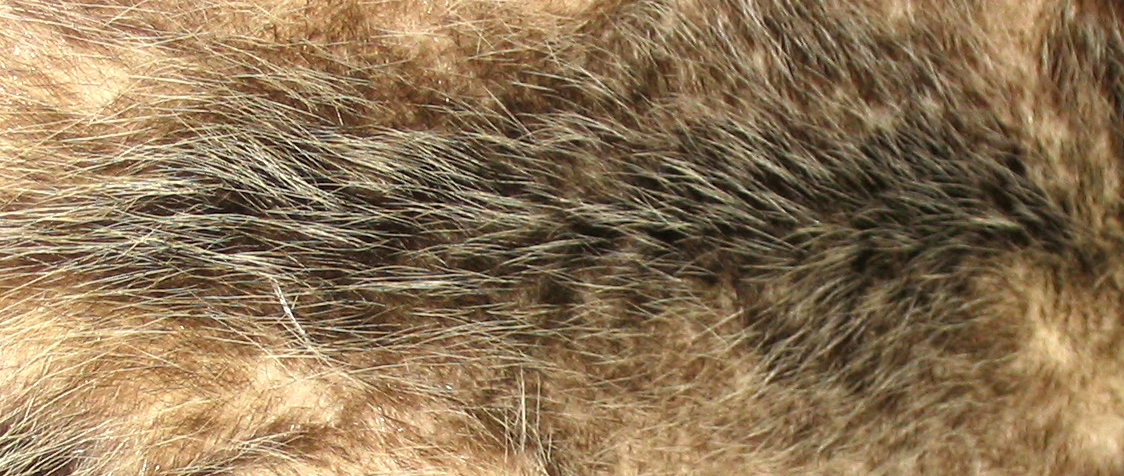
Pell d’ opòssum

El terme pelage – fou conegut en anglès c. 1828 (deriva del francès mitjà, poil per a "cabell", i del francès antic peilss, que alhora ve del llatí pilus). De vegades s'utilitza per referir-se a la capa completa d'un animal. El terme pell també s’utilitza per referir-se a pells d’animals que s’han transformat en pell amb els pels encara units. Les paraules pell o pelut també s’utilitzen, de manera més casual, per referir-se a formacions o creixements semblants als cabells, particularment quan el subjecte al qual es fa referència presenta una capa densa de "pèls" fins i suaus. Si es presenta en capes, en lloc de créixer com una sola capa, pot consistir en pèls curts cap avall, pèls llargs de pèls de guarda i, en alguns casos, pèls d'arest mitjà. Els mamífers amb una quantitat reduïda de pell solen anomenar-se "nus", com passa amb la rata talp nua, o "sense pèl", com passa amb els gossos sense pèl o gats sense pel, coneguts habitualment com la raça Sphynx.
Un animal amb pell de valor comercial es coneix per la indústria de pelleteria com a animals de pelleteria. Mes del 90% de les pells utilitzades en la indústria pelletera són d'origen domèstic. La pell es doncs un producte d'origen animal que arriba al mercat en format de napa o pell amb pel. Del 9,6% restant un 5,6% correspon a espècies criades en cautivitat i un 4% a pells d'origen salvatge. La tendència actual és la producció de pells en granges, a través de les quals es poden obtenir la variabiltat espontània necessària en la industria pelletera. Gairebé un 60% de pells (1992) s'obté a través de granges de cria i el 40% restant a través d'animals salvatges.
L’ús de la pell com a roba o decoració és força controvertit. Els defeonsors del benestar animal s’oposen al trampeig i la matança de fauna salvatge i al confinament i matança d’animals a les granges d'animals de pelleteria.

## Composició

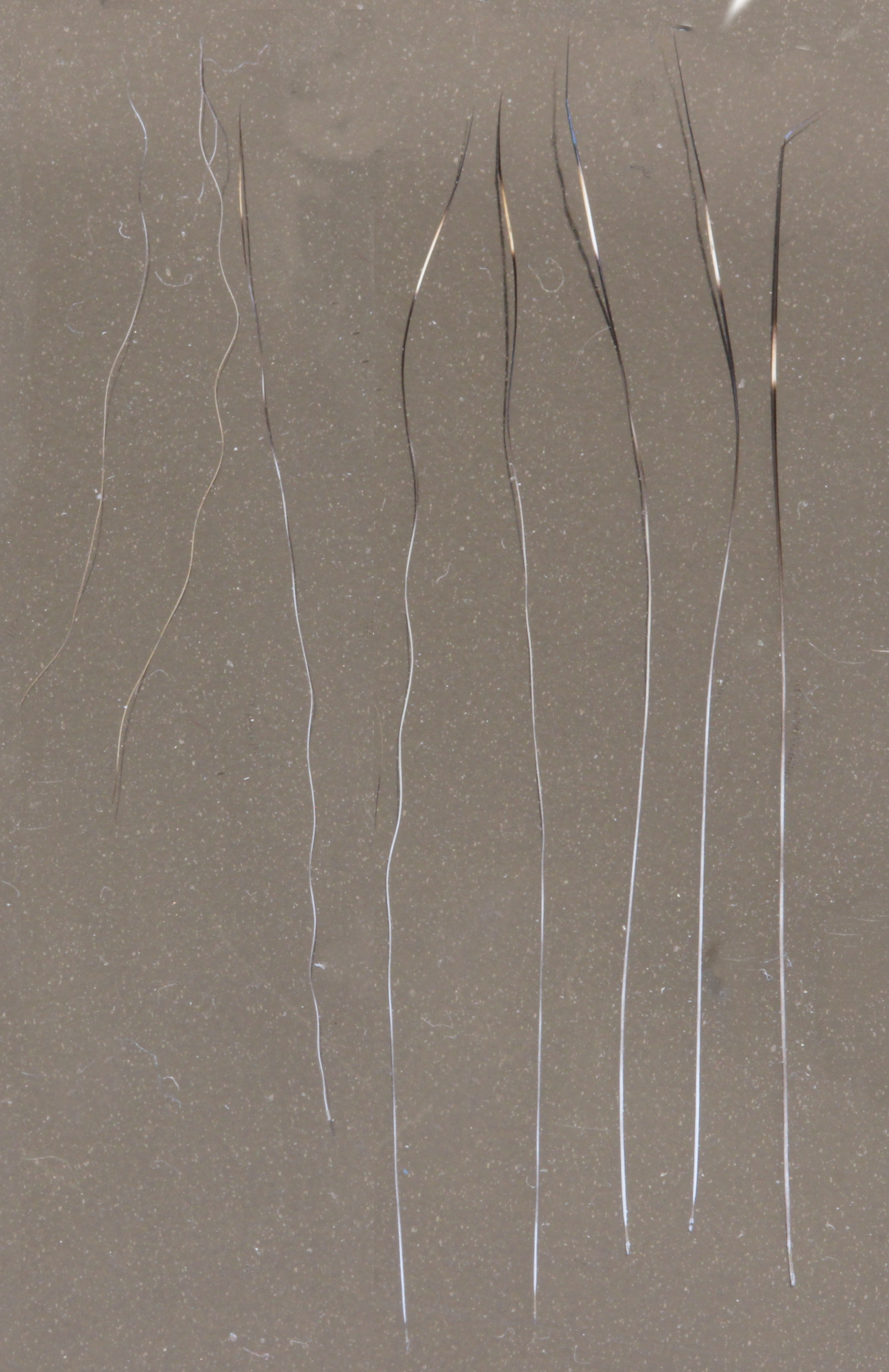
A sota pels de tendal i guarda d'un gat domèstic

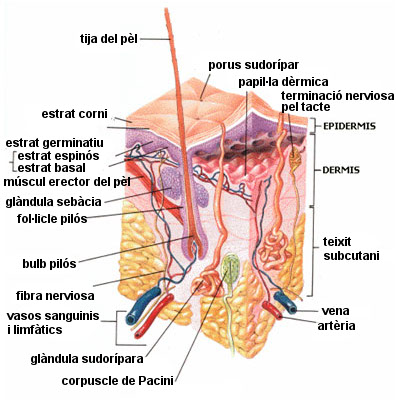
Capes de la pell: epidermis, derma i teixit subcutani, mostrant un fol·licle pilós, una glàndula sudorípara i una glàndula sebàcia.

Se sap que l’arranjament modern de la pell dels mamífers es va produir des de docodonts, haramiyides i eutriconodonts, amb exemplars de Castorocauda, Megaconus i Spinolestes que conserven fol·licles compostos amb pèl de guarda i pell inferior.
El pelatge pot constar de tres capes, cadascuna amb un tipus de cabell diferent.

### Pèl baix
El pel baix (també conegut com pel interior, capa de fons o el cabell de terra) és la part inferior composta pels pèls ondulats o arrissats sense parts rectes o punts afilats. Els pèls de baix, que també són plans, solen ser els més curts i nombrosos del pelatge. La termoregulació és la funció principal del pèl baix, que aïlla una capa d’aire sec al costat de la pell.

### Pèl d'aresta o intermedi
El pèl aresta es pot considerar com un híbrid, que cobreix la bretxa entre les diferents característiques dels pèls inferiors i de protecció. Els pèls arrelats comencen el seu creixement de manera similar als pèls de guarda, però a menys de la meitat de la seva longitud completa, els pèls arrelats comencen a créixer prims i ondulats com els cabells baixos. La part proximal del pèl d'aresta ajuda a la termoregulació (com el pèl baix), mentre que la part distal pot vessar aigua (com el pèl de protecció). La fina porció basal del pèl d’aresta no permet la quantitat de pil·loerecció de la qual són capaços els pèls de protecció més rígids. Els mamífers amb els pèls inferiors i de protecció ben desenvolupats, també solen tenir un gran nombre de pèls de tendal, que fins i tot poden ser el gruix del pelatge visible.

### Pèl de guarda
Pèl de guàrda o de protecció, és la part superior o exterior de la capa. Els pèls de guarda són més llargs, generalment més gruixuts, i tenen uns eixos gairebé rectes que sobresurten a través de la capa de pèl més suau. L’ extrem distal del pèl de guarda és la capa visible de la majoria dels pelatges de mamífers. Aquesta capa té la pigmentació i la brillantor més marcades, que es manifesten com a marques de la capa que s’adapten al camuflatge o a la visualització. Els pels de protecció repel·leixen l'aigua i bloquegen la llum solar, protegint la capa i la pell dels hàbitats humits o aquàtics i de la radiació ultraviolada del sol. Els pèls de guarda també poden reduir la gravetat de les ferides o esgarrapades a la pell. Molts mamífers, com el gos domèstic i el gat, tenen un reflex pilomotor que augmenta els pèls de la guarda com a part d’un comportament deimàtic quan s’agiten.

## Mamífers amb pell reduïda

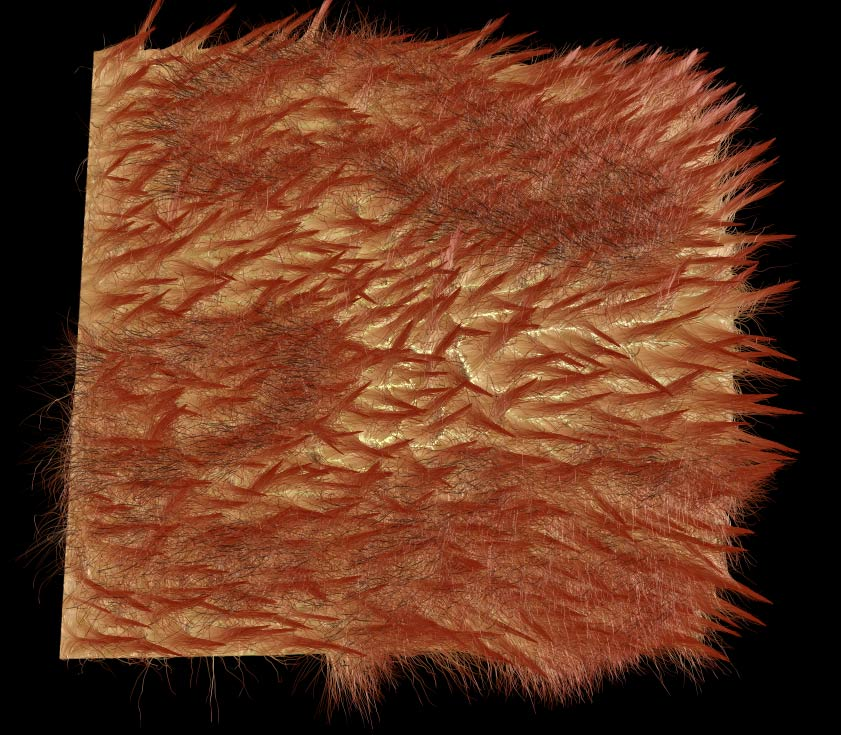
Computer generated image of wet fur

El pèl és una de les característiques que defineixen els mamífers; no obstant això, diverses espècies o races han reduït considerablement la quantitat de pell. Sovint s’anomenen "nus" o "sense pèl".

### Selecció natural
Alguns mamífers tenen naturalment una quantitat reduïda de pell. Els mamífers semiaquàtics o aquàtics com cetacis, pinnípedes i hipopòtams han evolucionat sense pèl, probablement per reduir la resistència a través de l'aigua. La rata talp nua ha perdut el pèl, potser com a adaptació al seu estil de vida subterrani. Dos dels mamífers terrestres més grossos existents, l'elefant i el rinoceront, viuen en gran part sense pèls. El ratpenat glabre malai el trobem majoritàriament sense pèl, però en té uns de curts i eriçats al coll, als dits frontals i al voltant del sac de la gola, juntament amb uns pèls fins al cap i a la membrana de la cua. La majoria d’animals sense pèl no poden anar al sol durant llargs períodes ni mantenir-se al fred massa temps.
Els éssers humans són les úniques espècies de primats que han patit una pèrdua important de cabell. La manca de pèl dels éssers humans en comparació amb espècies relacionades pot ser causa de la pèrdua de funcionalitat en el pseudogèn KRTHAP1 (que ajuda a produir la queratina) Tot i que els investigadors daten la mutació a 240 000 d'antiguitat, tant en el Neandertal Altai com el Denisovan tenen la pèrdua de mutació de la funció, que indica que és molt més antiga. Les mutacions en el gen HR poden provocar la pèrdua completa del cabell, tot i que això no és típic en humans.
El pèl de les ovelles es coneix habitualment com a llana, en lloc de pell.

### Selecció artificial
De vegades, quan es descobreix un animal domesticat sense pèl, generalment a causa d’una mutació genètica natural. Els humans poden de forma endogàmica intencionada crear-ne artificialment de nou en aquests individus de races sense pèl i, després de diverses generacions. Hi ha diverses races de gats sense pèl, potser la més coneguda és el gat Sphynx. De la mateixa manera, hi ha algunes races de gossos sense pèl. Altres exemples d’animals sense pèl seleccionats artificialment són el conillet d’índies sense pèl, el ratolí nu i la rata sense pèl.

## Ús en roba

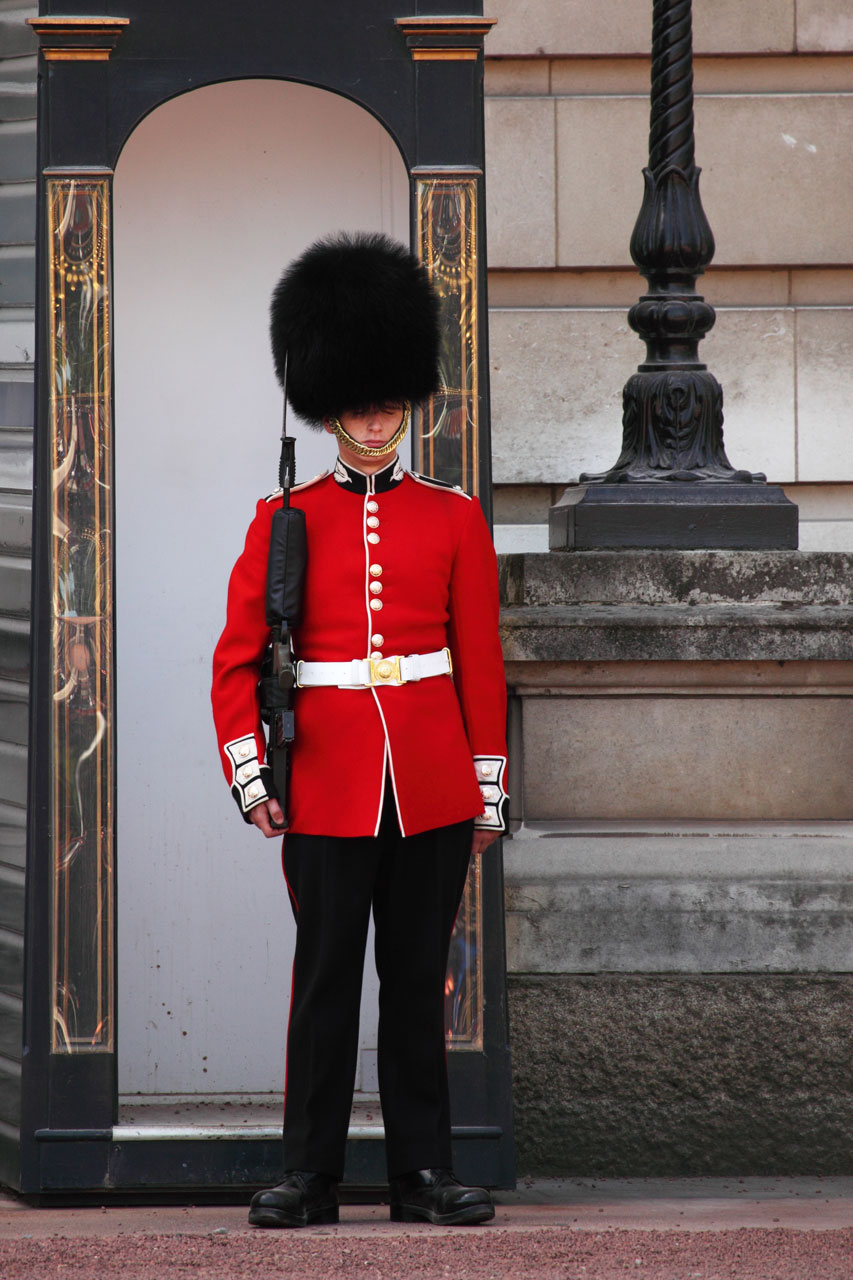
Les icòniques pells d’ós de la Guàrdia de la Reina al Palau de Buckingham estan fetes amb la pell dels óssos negres americans

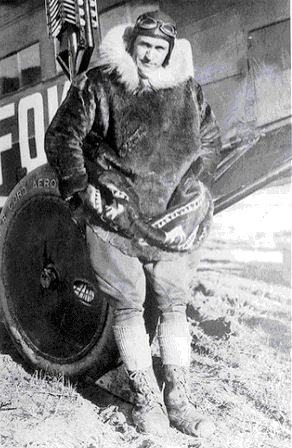
Un abric de pell de foca usat per Carl Ben Eielson (1897-1929), pilot de la USAF i explorador àrtic

La pell ha servit durant molt de temps com a font de roba per als humans, inclosos els neandertals. Històricament, es va utilitzar per a la seva qualitat aïllant, amb l'estètica convertint-se en un factor amb el pas del temps. Les pells es portaven dins o fora, segons les seves característiques i ús desitjat. Avui en dia, la pell i els adorns que s’utilitzen en peces de vestir es poden tenyir de colors vius o imitar patrons d’animals exòtics, o bé tallar-se com el vellut. El terme "pelatge" pot considerar-se un abric, un embolcall o un xal.
La fabricació de roba de pell implica que l’obtenció de pell d’animals on el pèl es deixi sobre la pell processada de l’animal. En canvi, fer cuir implica treure els pèls de la pell i utilitzar només la pell nua i tractada. Segons antropòlegs i arqueòlegs, les primeres peces de vestir probablement consistien en pell, cuir, fulles o herba que estaven embolicades o lligades al cos. El coneixement d’aquesta roba continua sent inferencial, ja que els materials de la roba es deterioren ràpidament en comparació amb els artefactes de pedra, os, closca i metall. Els arqueòlegs han identificat agulles de cosir molt primerenques d'os i marfil d'uns 30.000 aC, trobades a prop de Kostenki, Rússia, el 1988. Les fibres de lli tenyides que es podrien haver utilitzat en roba s’han trobat en una cova prehistòrica de la República de Geòrgia que data del 34.000 aC.
La pell també s’utilitza per com a feltre. Un feltre comú es fa amb pell de castor i s’utilitza en barrets forts, barrets de copa i barrets de vaquerde gamma alta.
Entre les pells d'animals més habituals hi trobem l'guineu, el conill, el visó, el castor, l’ ermini, la llúdries, la marta gibelina, la foca, el coiot, la xinxilla, el or rentador i el pòssums.
Tot i que l’ús de la pell s’ha convertit en controvertit, la indústria de la confecció de pells continua sent un mercat molt gran.